# Reprezentacja Rumunii w piłce nożnej mężczyzn
Reprezentacja Rumunii w piłce nożnej reprezentuje Rumunię w piłkarskich rozgrywkach międzynarodowych mężczyzn i jest bezpośrednio podporządkowana Rumuńskiemu Związkowi Piłki Nożnej (FRF).
Pierwszy oficjalny mecz piłkarski rozegrała w czerwcu 1922 roku, z Jugosławią w Belgradzie. W kolejnej dekadzie – jako jedna z czterech drużyn narodowych (obok Brazylii, Francji i Belgii) – wzięła udział we wszystkich trzech turniejach o mistrzostwo świata. Jednak na każdym z nim swój udział kończyła już na pierwszej fazie; łącznie zanotowała jedno zwycięstwo i trzy porażki.
Do europejskiej czołówki awansowała dopiero w latach 90., kiedy doczekała się tzw. złotego pokolenia piłkarzy. Należą do niego zawodnicy urodzeni w drugiej połowie lat 60. m.in. Gheorghe Hagi, Dorinel Munteanu, Gheorghe Popescu, Dan Petrescu i Ilie Dumitrescu. Rumunia z tymi graczami w składzie awansowała do ćwierćfinałów mundialu w 1994 oraz Euro 2000, grając w tym czasie nieprzerwanie we wszystkich wielkich turniejach.
Jednak od początku XXI wieku datuje się stopniowy regres reprezentacji, którego objawami są porażki w eliminacjach do kolejnych mistrzostw, częste zmiany selekcjonerów, najniższe w historii miejsce w rankingu FIFA (57. w lutym 2011) oraz brak pokolenia zawodników na miarę tego z lat 90.

## Historia reprezentacji

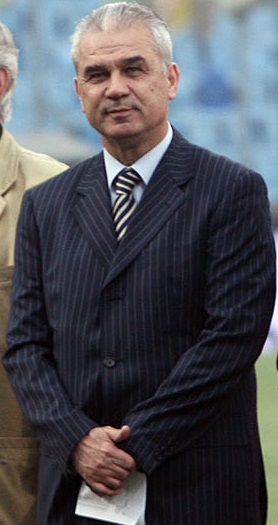
Anghel Iordănescu, reprezentant Rumunii w latach 70. i 80., a następnie selekcjoner

### 1945–1990: na obrzeżach wielkiego futbolu
W okresie powojennym reprezentacja Rumunii nie należała do faworytów, przegrywała wszystkie eliminacje do kolejnych turniejów. W kwalifikacjach do mistrzostw świata ulegała kolejno Czechosłowacji (1954), Jugosławii (1958), Czechosłowacji i Portugalii (1966), a z udziału w grach o mundial 1962 zrezygnowała sama. Po raz pierwszy awansowała dopiero w 1970. Na turnieju w Meksyku wygrała tylko jeden mecz (2:1 z Czechosłowacją), pozostałe dwa przegrała, przez co zakończyła swoją przygodę z mundialem na fazie grupowej. Na kolejny awans czekała dwadzieścia lat. W tym czasie zbyt silne okazywały się: NRD (1974), Hiszpania (1978), Węgry i Anglia (1982) oraz Irlandia Północna (1986). Do tego doszły niepowodzenia w walce o awans do mistrzostw Europy. O słabości drużyny w tych latach dobrze świadczy fakt, że aż do 1997 najlepszym strzelcem reprezentacji był Iuliu Bodola, który ustanowił swój rekord (30 goli) jeszcze w okresie międzywojennym. Został on pobity dopiero przez Gheorghe Hagiego.
Widoczne oznaki poprawy formy pojawiły się w drugiej połowie lat 80. Rumuni po raz pierwszy zagrali na mistrzostwach Europy (Euro 1984), gdzie wprawdzie zdobyli tylko jeden punkt (porażki z RFN i Portugalią oraz remis z Hiszpanią), ale w fazie eliminacji zdołali pokonać kilka wyżej notowanych zespołów: aktualnych mistrzów świata Włochów, brązowych medalistów ostatnich mistrzostw Europy Czechosłowaków oraz wyżej notowanych Szwedów. W drużynie tej, prowadzonej przez Mirceę Lucescu, grali m.in. Silviu Lung, Ioan Andone, Mircea Rednic, Ladislau Bölöni oraz dziewiętnastoletni Hagi. Po drugie zaś także w tym okresie rumuńska piłka klubowa zanotowała największe osiągnięcia. Zespół Steauy Bukareszt w sezonie 1985–1986, po wyeliminowaniu m.in. Honvédu Budapeszt, Anderlechtu oraz – w finale – FC Barcelony, zdobył Puchar Europejskich Mistrzów Krajowych. W następnym sezonie do kolekcji trofeów dołożył Superpuchar Europy, a trzy lata później także dotarł do finału PEMK, jednak tym razem przegrał w nim z A.C. Milanem.

### 1990–2000: piękna dekada
Reprezentacja do europejskiej czołówki awansowała w latach 90. Po raz pierwszy tzw. złote pokolenie piłkarzy urodzonych w drugiej połowie lat 60., na czele z Gheorghe Hagim, Florinem Răducioiu, Gheorghem Popescu i Ioanem Lupescu, pojawiło się na mundialu w 1990. Prowadzeni przez trenera Emerica Jenei, który cztery lata wcześniej wygrał PEMK ze Steauą, we Włoszech dotarli do 1/8 finału. Jednak jeszcze lepszy wynik zanotowali cztery lata później, na mundialu w 1994. Szkoleniowcem był już 43-letni uczeń Jeneia, Anghel Iordănescu. Rumunia odpadła dopiero w ćwierćfinale (najlepszy i do dziś niepobity wynik w historii) po rzutach karnych w meczu ze Szwecją (2:2, k. 4:5). Wcześniej wyeliminowała Argentyńczyków (3:2). W kolejnych latach była obecna na każdym mistrzowskim turnieju: w 1996 po raz drugi w historii awansowała do mistrzostw Europy (faza grupowa), a na mundialu w 1998, który stanowił ostatni etap pracy z kadrą dla Iordănescu, dotarła do 1/8 finału, przegrywając w nim 0:1 z przyszłymi zdobywcami brązowego medalu, Chorwatami. Zamknięciem udanej dekady był udział w Euro 2000. Zespół ponownie prowadzony przez Jeneia w rozgrywkach grupowych wyprzedził obrońców trofeum Niemców (1:1) oraz Anglików (3:2) i awansował do ćwierćfinału. Uległ w nim Włochom (0:2). Skuteczna gra reprezentacji została odnotowana w rankingu FIFA: we wrześniu 1997 Rumunia awansowała w nim na trzecie miejsce (rekord), a w latach 1994–2000 nie spadła niżej niż na 23. pozycję (lipiec 1996), najczęściej pozostając w drugiej dziesiątce.
Rumuńscy piłkarze odnosili wtedy sukcesy nie tylko w drużynie narodowej, ale także w klubach. Gheorghe Hagi i Gheorghe Popescu z Galatasaray SK zdobyli Puchar UEFA, Miodrag Belodedici w barwach Crvenej zvezdy Belgrad sięgnął po Puchar Mistrzów i Puchar Interkontynentalny, Dan Petrescu wygrał Puchar Zdobywców Pucharów i Puchar Anglii z Chelsea F.C., Ioan Lupescu Puchar Niemiec z Bayerem 04 Leverkusen, Daniel Prodan dwukrotnie był mistrzem Szkocji z Rangers, a kilku (Hagi, Popescu i Belodedici) występowało przez jakiś czas w silnych zespołach z ligi hiszpańskiej (m.in. Real Madryt, FC Barcelona i Valencia CF). Większość zakończyła kariery reprezentacyjne po Euro 2000, ale ich młodsi następcy nie dorównali im osiągnięciami, co przełożyło się na wyniki kadry. Na awans do kolejnego turnieju Rumunia czekała osiem lat. W międzyczasie przegrała eliminacje do mundialu w 2002 (w barażach ze Słowenią), Euro 2004 (trzecie miejsce w grupie kwalifikacyjnej za Danią i Norwegią) i mundialu w 2006 (podobnie, za Holandią i Czechami). Działo się tak mimo iż w kadrze grało kilku zawodników wyróżniających się w silnych klubach lig europejskich (m.in. Cosmin Contra, Răzvan Raț, Cristian Chivu, Adrian Mutu, Bogdan Lobonț), a trenerem w tym okresie został na jakiś czas ponownie Iordănescu.

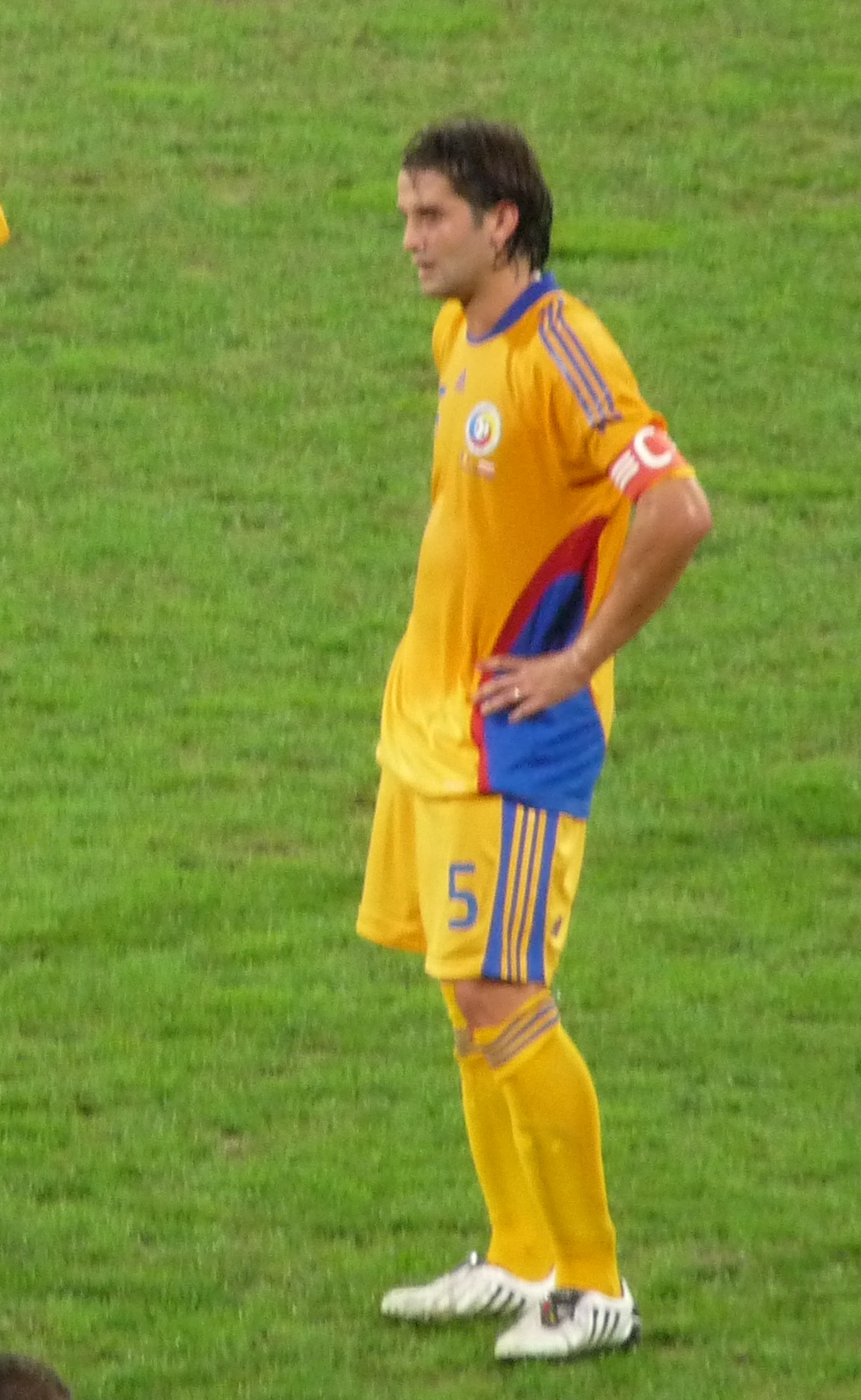
Cristian Chivu, piłkarz Interu Mediolan i były reprezentant Rumunii, kapitan w latach 2008–2011

### Pierwsze lata XXI wieku: bolesny upadek
Krótkotrwały okres powrotu do europejskiej czołówki miał miejsce w latach 2006–2008. W Pucharze UEFA 2005/2006 dobrze zaprezentowały się dwie drużyny rumuńskie. Rapid Bukareszt, prowadzony przez 37-letniego Răzvana Lucescu, po wyeliminowaniu m.in. Stade Rennais, Herthy Berlin, Hamburgera SV oraz Szachtara Donieck, dotarł do ćwierćfinału tych rozgrywek. Spotkał się w nim ze Steauą Bukareszt. Lepsza w dwumeczu (1:1 i 0:0) okazała się Steaua, która następnie w półfinale uległa Middlesbrough F.C. (1:0 i 2:4). Niedługo później także reprezentacja powróciła do wysokiej formy i po zwycięstwach m.in. nad Holandią i Bułgarią z pierwszego miejsca w grupie awansowała do Euro 2008. Był to pierwszy od ośmiu lat wielki turniej, na którym zagrała drużyna narodowa Rumunii. W Rankingu FIFA zespół zajmował w tym czasie miejsca w drugiej dziesiątce (od marca 2007 do sierpnia 2008: od 14. do 11.), czyli tak jak w najlepszym okresie.
Ponowny regres rozpoczął się wraz z szybkim odpadnięciem drużyny z mistrzostw Europy, na których po dwu remisach (z mistrzami i wicemistrzami świata, Włochami i Francją) oraz porażce z Holendrami, podopieczni Victora Pițurki zajęli trzecie miejsce w grupie. Kilka miesięcy później zanotowali słabe wyniki w eliminacjach do mundialu w 2010: 0:3 z Litwą, 2:3 i 0:5 z Serbią oraz 1:2 z Austrią. Wygrali tylko z Wyspami Owczymi, co skutkowało tym, że w grupie kwalifikacyjnej zajęli ostatecznie przedostatnie miejsce. Trenera Piţurkę zastąpił młody Răzvan Lucescu, jednak to nie przełożyło się na grę i skuteczność zespołu. W kolejnych kwalifikacjach, do Euro 2012, drużyna prowadzona przez Lucescu i ponownie Piţurkę zremisowała z Albanią (1:1) i Białorusią (0:0) oraz przegrała z Bośnią i Hercegowiną (1:2). W czym czasie spadła na 57. miejsce w rankingu FIFA (luty 2011), co jest jej najgorszym wynikiem w historii. Wyżej od niej sklasyfikowano m.in. drużyny Jamajki, Burkina Faso i Czarnogóry. Dodatkowo kilku kluczowych zawodników kadry (Cristian Chivu, Cosmin Contra i Mirel Rădoi) postanowiło w tym czasie zakończyć kariery reprezentacyjne.
Kolejne eliminacje (do Mistrzostw Świata 2014) zaowocowały ostatecznie zajęciem drugiego miejsca w grupie 4, gdzie oprócz Rumunów znalazły się także reprezentacje Holandii, Węgier, Turcji, Estonii, oraz Andory. Kończąc te eliminacje z 19 punktami na koncie, ustąpili miejsca jedynie Holendrom wygrywając sześć spotkań, raz remisując i trzy razy przegrywając. Jako że drugie miejsce nie dawało im bezpośredniego awansu, musieli oni grać w barażach. Trafili w nich na reprezentację Grecji, z którą przegrali i zremisowali (1:3 i 1:1), nie kwalifikując się ostatecznie do turnieju w Brazylii.
W połowie października 2014 roku, w trakcie trwania kwalifikacji do Euro 2016 selekcjonerem reprezentacji został Anghel Iordănescu. Zastąpił on na tym stanowisku Victora Pițurkę. Pod jego wodzą Rumuni zajęli ostatecznie drugie miejsce w grupie F (grali w niej razem z Irlandią Północną, Węgrami, Finlandią, Wyspami Owczymi i Grecją), co dało im bezpośredni awans na turniej we Francji. Po 10 meczach mieli na swoim koncie 20 punktów dzięki pięciu wygranym i pięciu remisom. Do pierwszego miejsca, które ostatecznie zajęła reprezentacja Irlandii Północnej zabrakło im jednego punktu.
Na Mistrzostwach Europy 2016, reprezentacja Rumunii trafiła do grupy A razem z gospodarzem turnieju Francją, Albanią i Szwajcarią. Po jednym remisie (ze Szwajcarią 1:1), oraz dwóch porażkach (z Francją 1:2 w meczu otwarcia oraz Albanią 0:1) pożegnali się z turniejem już po fazie grupowej. Niedługo później trener Anghel Iordănescu podał się do dymisji. Natomiast 7 lipca nowym selekcjonerem został Christoph Daum, który poprowadził rumuńską reprezentację podczas eliminacji do mistrzostw świata 2018 w Rosji. Rumunia grała w grupie z Polską, Danią, Czarnogórą, Armenią i Kazachstanem. W czasie kwalifikacji, po przegranej z Czarnogórą 0:1 Christoph Daum rozstał się z kadrą. Na tym stanowisku zastąpił go Cosmin Contra. Jednak Rumuni zajęli ostatecznie dopiero czwarte miejsce z trzynastoma punktami po trzech zwycięstwach, czterech remisach i trzech porażkach.
Indywidualnie Rumuni odnoszą sukcesy w Europie. Chociaż w reprezentacji grają głównie przedstawiciele ekstraklasy rumuńskiej, to kilku piłkarzy występuje na co dzień w ligach zachodnich: Cristian Săpunaru wygrał Ligę Europy 2010/2011 z FC Porto, Ștefan Radu gra w pierwszym składzie S.S. Lazio, a napastnicy Ciprian Marica i Adrian Mutu mają doświadczenia z lig niemieckiej, angielskiej i włoskiej. Także rumuńscy trenerzy cieszą się zaufaniem za granicą. Mircea Lucescu, szkoleniowiec Szachtara Donieck, w 2009 doprowadził ten klub do pierwszego w historii zwycięstwa w europejskich pucharach; Ladislau Bölöni od lat pracuje we Francji, Belgii i Grecji; Gavril Balint jest selekcjonerem reprezentacji Mołdawii, a Cosmin Olăroiu, trener, który dotarł ze Steauą do półfinału Pucharu UEFA, przez kilka sezonów prowadził kluby z Zatoki Perskiej. Kilku zawodników ze złotego pokolenia również rozpoczęło pracę szkoleniową: Dorinel Munteanu z Oțelul Galați zdobył w 2011 mistrzostwo Rumunii, kilka lat wcześniej podobne osiągnięcie zanotował Dan Petrescu z Unireą Urziceni. Jednak te wszystkie wyniki indywidualne nie przekładają się na razie na grę reprezentacji.

## Sztab szkoleniowy
- Trener-selekcjoner:  Eduard Iordănescu
- Asystent selekcjonera:  Ionel Gane
- Asystent selekcjonera:  Adrian Mihalcea
- Trener bramkarzy:  Leontin Toader
- Trener przygotowania fizycznego:  Javi Reyes
- Trener przygotowania fizycznego:  Alfonso Villalobos

## Najnowsze wyniki
| Mecze reprezentacji Rumunii pod wodzą Victora Pițurki (od 2011) | Mecze reprezentacji Rumunii pod wodzą Victora Pițurki (od 2011) | Mecze reprezentacji Rumunii pod wodzą Victora Pițurki (od 2011) | Mecze reprezentacji Rumunii pod wodzą Victora Pițurki (od 2011) | Mecze reprezentacji Rumunii pod wodzą Victora Pițurki (od 2011) | Mecze reprezentacji Rumunii pod wodzą Victora Pițurki (od 2011) | Mecze reprezentacji Rumunii pod wodzą Victora Pițurki (od 2011) |
| Data                                                            | Przeciwnik                                                      | Z-R-P                                                           | Wynik                                                           | Stadion                                                         | Rozgrywki                                                       |                                                                 |
| 2011                                                            | 2011                                                            | 2011                                                            | 2011                                                            | 2011                                                            | 2011                                                            | 2011                                                            |
| --------------------------------------------------------------- | --------------------------------------------------------------- | --------------------------------------------------------------- | --------------------------------------------------------------- | --------------------------------------------------------------- | --------------------------------------------------------------- | --------------------------------------------------------------- |
| 10 sierpnia 2011                                                | San Marino                                                      | Z                                                               | 1–0                                                             | Stadion Olimpijski, Serravalle                                  | mecz towarzyski                                                 |                                                                 |
| 2 września 2011                                                 | Luksemburg                                                      | Z                                                               | 2–0                                                             | Stade Josy Barthel, Luksemburg                                  | El. do Euro 2012                                                |                                                                 |
| 6 września 2011                                                 | Francja                                                         | R                                                               | 0–0                                                             | Stadionul Național, Bukareszt                                   | El. do Euro 2012                                                |                                                                 |
| 7 października 2011                                             | Białoruś                                                        | R                                                               | 2–2                                                             | Stadionul Național, Bukareszt                                   | El. do Euro 2012                                                |                                                                 |
| 11 października 2011                                            | Albania                                                         | R                                                               | 1–1                                                             | Stadion Miejski, Prisztina (Kosowo)                             | El. do Euro 2012                                                |                                                                 |
| 11 listopada 2011                                               | Belgia                                                          | P                                                               | 1–2                                                             | Stadionul Național, Bukareszt                                   | mecz towarzyski                                                 |                                                                 |
| 15 listopada 2011                                               | Grecja                                                          | Z                                                               | 3–1                                                             | Cashpoint-Arena, Altach (Austria)                               | mecz towarzyski                                                 |                                                                 |
| 2012                                                            |                                                                 |                                                                 |                                                                 |                                                                 |                                                                 |                                                                 |
| 27 stycznia 2012                                                | Turkmenistan                                                    | Z                                                               | 4–0                                                             | Arcadia Futbol Kompleksi, Belek (Turcja)                        | mecz towarzyski                                                 |                                                                 |
| 29 lutego 2012                                                  | Urugwaj                                                         | R                                                               | 1–1                                                             | Stadionul Național, Bukareszt                                   | mecz towarzyski                                                 |                                                                 |
| 30 maja 2012                                                    | Szwajcaria                                                      | Z                                                               | 1–0                                                             | Swissporarena, Lucerna                                          | mecz towarzyski                                                 |                                                                 |
| 5 czerwca 2012                                                  | Austria                                                         | R                                                               | 0–0                                                             | Tivoli Neu, Innsbruck                                           | mecz towarzyski                                                 |                                                                 |
| 15 sierpnia 2012                                                | Słowenia                                                        | P                                                               | 3–4                                                             | Arena Petrol, Celje                                             | mecz towarzyski                                                 |                                                                 |
| 7 września 2012                                                 | Estonia                                                         | Z                                                               | 2–0                                                             | A. Le Coq Arena, Tallinn                                        | El. do mundialu 2014                                            |                                                                 |
| 11 września 2012                                                | Andora                                                          | Z                                                               | 4–0                                                             | Stadionul Național, Bukareszt                                   | El. do mundialu 2014                                            |                                                                 |
| 12 października 2012                                            | Turcja                                                          | Z                                                               | 1–0                                                             | Fenerbahçe Şükrü Saracoğlu, Stambuł                             | El. do mundialu 2014                                            |                                                                 |
| 16 października 2012                                            | Holandia                                                        | P                                                               | 1–4                                                             | Stadionul Național, Bukareszt                                   | El. do mundialu 2014                                            |                                                                 |

## Eliminacje doMistrzostw Świata w Piłce Nożnej 2010

### Grupa G
| Miejsce | Drużyna     | Mecze | Punkty | Zwyc. | Rem. | Por. | Bramki |
| ------- | ----------- | ----- | ------ | ----- | ---- | ---- | ------ |
| 1       | Serbia      | 10    | 22     | 7     | 1    | 2    | 22-8   |
| 2       | Francja     | 10    | 21     | 6     | 3    | 1    | 18-9   |
| 3       | Austria     | 10    | 14     | 4     | 2    | 4    | 14-15  |
| 4       | Litwa       | 10    | 12     | 4     | 0    | 6    | 10-11  |
| 5       | Rumunia     | 10    | 12     | 3     | 3    | 4    | 12-18  |
| 6       | Wyspy Owcze | 10    | 4      | 1     | 1    | 8    | 5-20   |

|             | Austria | Wyspy Owcze | Francja | Litwa | Rumunia | Serbia |
| ----------- | ------- | ----------- | ------- | ----- | ------- | ------ |
| Austria     | X       | 3:1         | 3:1     | 2:1   | 2:1     | 1:3    |
| Wyspy Owcze | 1:1     | X           | 0:1     | 2:1   | 0:1     | 0:2    |
| Francja     | 3:1     | 5:0         | X       | 1:0   | 1:1     | 2:1    |
| Litwa       | 2:0     | 1:0         | 0:1     | X     | 0:1     | 2:1    |
| Rumunia     | 1:1     | 3:1         | 2:2     | 0:3   | X       | 2:3    |
| Serbia      | 1:0     | 2:0         | 1:1     | 3:0   | 5:0     | X      |

## Eliminacje doMistrzostw Europy w Piłce Nożnej 2012

### Grupa D
| Zespół               | Pkt | M  | W | R | P | Br+ | Br− | +/− |
| -------------------- | --- | -- | - | - | - | --- | --- | --- |
| Francja              | 21  | 10 | 6 | 3 | 1 | 15  | 4   | +11 |
| Bośnia i Hercegowina | 20  | 10 | 6 | 2 | 2 | 17  | 8   | +9  |
| Rumunia              | 14  | 10 | 3 | 5 | 2 | 13  | 9   | +4  |
| Białoruś             | 13  | 10 | 3 | 4 | 3 | 8   | 7   | +1  |
| Albania              | 9   | 10 | 2 | 3 | 5 | 7   | 14  | −7  |
| Luksemburg           | 4   | 10 | 1 | 1 | 8 | 3   | 21  | −18 |

|                      | Francja | Rumunia | Bośnia i Hercegowina | Białoruś | Albania | Luksemburg |
| -------------------- | ------- | ------- | -------------------- | -------- | ------- | ---------- |
| Francja              | X       | 2:0     | 1:1                  | 0:1      | 3:0     | 2:0        |
| Rumunia              | 0:0     | X       | 3:0                  | 2:2      | 1:1     | 3:1        |
| Bośnia i Hercegowina | 0:2     | 2:1     | X                    | 1:0      | 2:0     | 5:0        |
| Białoruś             | 1:1     | 0:0     | 0:2                  | X        | 2:0     | 2:0        |
| Albania              | 1:2     | 1:1     | 1:1                  | 1:0      | X       | 1:0        |
| Luksemburg           | 0:2     | 0:2     | 0:3                  | 0:0      | 2:1     | X          |

## Eliminacje doMistrzostw Świata w Piłce Nożnej 2014

### Grupa D
| Lp. | Drużyna  | M  | Mecze | Mecze | Mecze | Bramki | Bramki | Bramki | Pkt |
| Lp. | Drużyna  | M  | W     | R     | P     | +      | −      | +/−    | Pkt |
| --- | -------- | -- | ----- | ----- | ----- | ------ | ------ | ------ | --- |
| 1.  | Holandia | 10 | 9     | 1     | 0     | 34     | 5      | +29    | 28  |
| 2.  | Rumunia  | 10 | 6     | 1     | 3     | 19     | 12     | +7     | 19  |
| 3.  | Węgry    | 10 | 5     | 2     | 3     | 21     | 20     | +1     | 17  |
| 4.  | Turcja   | 10 | 5     | 1     | 4     | 16     | 9      | +7     | 16  |
| 5.  | Estonia  | 10 | 2     | 1     | 7     | 6      | 20     | −14    | 7   |
| 6.  | Andora   | 10 | 0     | 0     | 10    | 0      | 30     | −30    | 0   |

|          | Holandia | Turcja | Węgry | Rumunia | Estonia | Andora |
| -------- | -------- | ------ | ----- | ------- | ------- | ------ |
| Holandia | X        | 2:0    | 8:1   | 4:0     | 3:0     | 3:0    |
| Turcja   | 0:2      | X      | 1:1   | 0:1     | 3:0     | 5:0    |
| Węgry    | 1:4      | 3:1    | X     | 2:2     | 5:1     | 2:0    |
| Rumunia  | 1:4      | 0:2    | 3:0   | X       | 2:0     | 4:0    |
| Estonia  | 2:2      | 0:2    | 0:1   | 0:2     | X       | 2:0    |
| Andora   | 0:2      | 0:2    | 0:5   | 0:4     | 0:1     | X      |

## Mecze
| Drużyna 1                            | Wynik dwumeczu | Drużyna 2 | Pierwszy mecz | Drugi mecz |
| ------------------------------------ | -------------- | --------- | ------------- | ---------- |
| Portugalia                           | 4:2            | Szwecja   | 1:0           | 3:2        |
| Ukraina                              | 2:3            | Francja   | 2:0           | 0:3        |
| Grecja                               | 4:2            | Rumunia   | 3:1           | 1:1        |
| Islandia                             | 0:2            | Chorwacja | 0:0           | 0:2        |
| Po lewej gospodarz pierwszego meczu. |                |           |               |            |

### Pierwsze mecze
| 15 listopada 2013 20:00 | Islandia | 0:0 | Chorwacja | Laugardalsvöllur, Reykjavík Widzów: 9765 Sędzia: Alberto Undiano |
|                         |          |     |           |                                                                  |

| 15 listopada 2013 20:45 | Portugalia · C. Ronaldo 82' | 1:0(0:0) | Szwecja | Estádio da Luz, Lizbona Widzów: 61 467 Sędzia: Nicola Rizzoli |
|                         |                             |          |         |                                                               |

| 15 listopada 2013 20:45 | Ukraina · Zozula 61' · Jarmołenko 83' | 2:0(0:0) | Francja | Stadion Olimpijski, Kijów Widzów: 67 732 Sędzia: Cüneyt Çakır |
|                         |                                       |          |         |                                                               |

| 15 listopada 2013 20:45 | Grecja · Mitroglu 14', 67' · Salpingidis 21' | 3:1(2:1) | Rumunia · 19' Stancu | Stadion Olimpijski, Ateny Widzów: 26 200 Sędzia: Pedro Proença |
|                         |                                              |          |                      |                                                                |

### Rewanże
| 19 listopada 2013 20:00 | Rumunia · Torosidis 55' (sam.) | 1:1(0:1) | Grecja · 23' Mitroglu | Stadionul Național, Bukareszt Sędzia: Milorad Mažić |
|                         |                                |          |                       |                                                     |

| 19 listopada 2013 20:15 | Chorwacja · Mandžukić 27' · Srna 47' | 2:0(1:0) | Islandia | Maksimir, Zagrzeb Sędzia: Björn Kuipers |
|                         |                                      |          |          |                                         |

| 19 listopada 2013 20:45 | Szwecja · Ibrahimović 68', 72' | 2:3(0:0) | Portugalia · 50', 77', 79' C. Ronaldo | Friends Arena, Sztokholm Sędzia: Howard Webb |
|                         |                                |          |                                       |                                              |

| 19 listopada 2013 21:00 | Francja · Sakho 22' · Benzema 34' · Husiew 72' (sam.) | 3:0(2:0) | Ukraina | Stade de France, Paryż Sędzia: Damir Skomina |
|                         |                                                       |          |         |                                              |

## Eliminacje doMistrzostw Europy w Piłce Nożnej 2016

### Grupa F
| Zespół            | Pkt | M  | W | R | P | Br+ | Br− | +/− |
| ----------------- | --- | -- | - | - | - | --- | --- | --- |
| Irlandia Północna | 21  | 10 | 6 | 3 | 1 | 16  | 8   | +8  |
| Rumunia           | 20  | 10 | 5 | 5 | 0 | 11  | 2   | +9  |
| Węgry             | 16  | 10 | 4 | 4 | 2 | 11  | 9   | +2  |
| Finlandia         | 12  | 10 | 3 | 3 | 4 | 9   | 10  | −1  |
| Wyspy Owcze       | 6   | 10 | 2 | 0 | 8 | 6   | 17  | −11 |
| Grecja            | 6   | 10 | 1 | 3 | 6 | 7   | 14  | −7  |

|                   | Irlandia Północna | Rumunia | Węgry | Wyspy Owcze | Finlandia | Grecja |
| ----------------- | ----------------- | ------- | ----- | ----------- | --------- | ------ |
| Irlandia Północna | X                 | 0:0     | 1:1   | 2:1         | 2:0       | 3:1    |
| Rumunia           | 2:0               | X       | 1:1   | 1:0         | 1:1       | 0:0    |
| Węgry             | 1:2               | 0:0     | X     | 2:1         | 1:0       | 0:0    |
| Wyspy Owcze       | 1:3               | 0:3     | 0:1   | X           | 1:3       | 2:1    |
| Finlandia         | 1:1               | 0:2     | 0:1   | 1:0         | X         | 1:1    |
| Grecja            | 0:2               | 0:1     | 4:3   | 0:1         | 0:1       | X      |

## Mistrzostwa Europy w Piłce Nożnej 2016

### Grupa A
| Zespół     | Pkt | M | W | R | P | Br+ | Br− | +/− |
| ---------- | --- | - | - | - | - | --- | --- | --- |
| Francja    | 7   | 3 | 2 | 1 | 0 | 4   | 1   | +3  |
| Szwajcaria | 5   | 3 | 1 | 2 | 0 | 2   | 1   | +1  |
| Albania    | 3   | 3 | 1 | 0 | 2 | 1   | 3   | −2  |
| Rumunia    | 1   | 3 | 0 | 1 | 2 | 2   | 4   | −2  |

### Mecze Rumunii w ramach Euro 2016
| 1 10 czerwca 2016 | Francja · Olivier Giroud 57' · Dimitri Payet 89' | 2:1(0:0)Raport | Rumunia · 65' (k.) Bogdan Stancu | Stade de France, Saint-Denis Widzów: 75 113 Sędzia: Viktor Kassai |
|                   |                                                  |                |                                  |                                                                   |

| 14 15 czerwca 2016 18:00 CEST | Rumunia · Bogdan Stancu 18' (k.) | 1:1(1:0)Raport | Szwajcaria · 57' Admir Mehmedi | Parc des Princes, Paryż Widzów: 43 576 Sędzia: Siergiej Karasiow |
|                               |                                  |                |                                |                                                                  |

| 25 19 czerwca 2016 21:00 CEST | Rumunia | 0:1(0:1)Raport | Albania · 43' Armando Sadiku | Parc OL, Lyon Widzów: 49 752 Sędzia: Pavel Královec |
|                               |         |                |                              |                                                     |

## Eliminacje doMistrzostw Świata w Piłce Nożnej 2018

### Grupa E
| Zespół     | Pkt | M  | W | R | P | Br+ | Br− | +/− |
| ---------- | --- | -- | - | - | - | --- | --- | --- |
| Polska     | 25  | 10 | 8 | 1 | 1 | 28  | 14  | +14 |
| Dania      | 20  | 10 | 6 | 2 | 2 | 20  | 8   | +12 |
| Czarnogóra | 16  | 10 | 5 | 1 | 4 | 20  | 12  | +8  |
| Rumunia    | 13  | 10 | 3 | 4 | 3 | 9   | 9   | 0   |
| Armenia    | 7   | 10 | 2 | 1 | 7 | 10  | 26  | −16 |
| Kazachstan | 3   | 10 | 0 | 3 | 7 | 5   | 23  | −18 |

| Wygrany mecz gospodarzy   |
| Remis                     |
| Przegrany mecz gospodarzy |

|            | Rumunia | Dania | Polska | Czarnogóra | Armenia | Kazachstan |
| ---------- | ------- | ----- | ------ | ---------- | ------- | ---------- |
| Rumunia    | X       | 0:0   | 0:3    | 1:1        | 1:0     | 3:1        |
| Dania      | 1:1     | X     | 4:0    | 0:1        | 1:0     | 4:1        |
| Polska     | 3:1     | 3:2   | X      | 4:2        | 2:1     | 3:0        |
| Czarnogóra | 1:0     | 0:1   | 1:2    | X          | 4:1     | 5:0        |
| Armenia    | 0:5     | 1:4   | 1:6    | 3:2        | X       | 2:0        |
| Kazachstan | 0:0     | 1:3   | 2:2    | 0:3        | 1:1     | X          |

## Eliminacje doMistrzostw Europy w Piłce Nożnej 2020

### Grupa F
| Zespół      | Pkt | M  | W | R | P | Br+ | Br− | +/− |
| ----------- | --- | -- | - | - | - | --- | --- | --- |
| Hiszpania   | 26  | 10 | 8 | 2 | 0 | 31  | 5   | +26 |
| Szwecja     | 21  | 10 | 6 | 3 | 1 | 23  | 9   | +14 |
| Norwegia    | 17  | 10 | 4 | 5 | 1 | 19  | 11  | +8  |
| Rumunia     | 14  | 10 | 4 | 2 | 4 | 17  | 15  | +2  |
| Wyspy Owcze | 3   | 10 | 1 | 0 | 9 | 4   | 30  | −26 |
| Malta       | 3   | 10 | 1 | 0 | 9 | 3   | 27  | −24 |

|             | Hiszpania | Szwecja | Norwegia | Rumunia | Wyspy Owcze | Malta |
| ----------- | --------- | ------- | -------- | ------- | ----------- | ----- |
| Hiszpania   | X         | 3:0     | 2:1      | 5:0     | 4:0         | 7:0   |
| Szwecja     | 1:1       | X       | 1:1      | 2:1     | 3:0         | 3:0   |
| Norwegia    | 1:1       | 3:3     | X        | 2:2     | 4:0         | 2:0   |
| Rumunia     | 1:2       | 0:2     | 1:1      | X       | 4:1         | 1:0   |
| Wyspy Owcze | 1:4       | 0:4     | 0:2      | 0:3     | X           | 1:0   |
| Malta       | 0:2       | 0:4     | 1:2      | 0:4     | 2:1         | X     |

#### Baraże o udział w Euro 2020

##### Półfinały
| 8 października 2020 20:45 CET | Islandia · G. Sigurðsson 16', 35' | 2:1(2:0)Raport | Rumunia · 63' (k.) Maxim | Laugardalsvöllur, Reykjavík Widzów: 60 Sędzia: Damir Skomina |
|                               |                                   |                |                          |                                                              |

## Obecny skład
Kadra na Mistrzostwa Europy w Piłce Nożnej 2024
| Nr         | Imię i nazwisko    | Data urodzenia | Występy   | Gole      | Obecny klub           |
| Bramkarze  | Bramkarze          | Bramkarze      | Bramkarze | Bramkarze | Bramkarze             |
| ---------- | ------------------ | -------------- | --------- | --------- | --------------------- |
| 1          | Florin Niță        | 03.07.1987     | 21        | 0         | Gaziantep             |
| 12         | Horațiu Moldovan   | 20.01.1998     | 11        | 0         | Atletico Madryt       |
| 16         | Ștefan Târnovanu   | 09.05.2000     | 1         | 0         | FCSB                  |
| Obrońcy    |                    |                |           |           |                       |
| 2          | Andrei Rațiu       | 20.06.1998     | 17        | 1         | Rayo Vallecano        |
| 3          | Radu Drăgușin      | 03.02.2002     | 17        | 0         | Tottenham Hotspur     |
| 4          | Adrian Rus         | 18.03.1996     | 20        | 1         | Pafos FC              |
| 5          | Ionuț Nedelcearu   | 25.04.1996     | 27        | 2         | Palermo               |
| 11         | Nicușor Bancu      | 18.09.1992     | 36        | 2         | Universitatea Craiova |
| 15         | Andrei Burcă       | 15.04.1993     | 27        | 1         | Dinamo Bukareszt      |
| 22         | Vasile Mogoș       | 31.10.1992     | 7         | 0         | Al Okhdood            |
| 24         | Bogdan Racovițan   | 06.06.2000     | 2         | 0         | CFR Cluj              |
| Pomocnicy  |                    |                |           |           |                       |
| 6          | Marius Marin       | 30.08.1998     | 18        | 0         | Pisa                  |
| 8          | Alexandru Cicâldău | 08.07.1997     | 37        | 4         | Konyaspor             |
| 10         | Nicolae Stanciu    | 07.05.1993     | 70        | 14        | Damac                 |
| 13         | Valentin Mihăilă   | 02.02.2000     | 21        | 4         | Parma                 |
| 14         | Ianis Hagi         | 22.10.1998     | 35        | 5         | Alavés                |
| 17         | Florinel Coman     | 10.04.1998     | 15        | 1         | FCSB                  |
| 18         | Răzvan Marin       | 23.05.1996     | 55        | 3         | Empoli                |
| 20         | Dennis Man         | 26.08.1998     | 24        | 7         | Parma                 |
| 21         | Darius Olaru       | 03.03.1998     | 18        | 0         | FCSB                  |
| 23         | Deian Sorescu      | 29.08.1997     | 17        | 0         | Gaziantep             |
| 26         | Adrian Șut         | 30.04.1999     | 2         | 0         | FCSB                  |
| Napastnicy |                    |                |           |           |                       |
| 7          | Denis Alibec       | 05.01.1991     | 47        | 5         | Muaither SC           |
| 9          | George Pușcaș      | 08.04.1996     | 42        | 11        | SSC Bari              |
| 19         | Denis Drăguș       | 06.07.1999     | 11        | 2         | Gaziantep             |
| 25         | Daniel Bîrligea    | 19.04.2000     | 2         | 0         | CFR Cluj              |

Źródło: https://www.frf.ro/nationale/masculin/echipa-nationala/lotul-romaniei-pentru-euro-2024/

## Udział w międzynarodowych turniejach

### Mistrzostwa świata
| 1930 | –                         | Faza grupowa              |
| 1934 | Awans                     | 1/8 finału                |
| 1938 | Awans                     | 1/8 finału                |
| 1950 | Nie brała udziału         | Nie brała udziału         |
| 1954 | Nie zakwalifikowała się   | Nie zakwalifikowała się   |
| 1958 | Nie zakwalifikowała się   | Nie zakwalifikowała się   |
| 1962 | Wycofała się z eliminacji | Wycofała się z eliminacji |
| 1966 | Nie zakwalifikowała się   | Nie zakwalifikowała się   |
| 1970 | Awans                     | Faza grupowa              |
| 1974 | Nie zakwalifikowała się   | Nie zakwalifikowała się   |
| 1978 | Nie zakwalifikowała się   | Nie zakwalifikowała się   |
| 1982 | Nie zakwalifikowała się   | Nie zakwalifikowała się   |
| 1986 | Nie zakwalifikowała się   | Nie zakwalifikowała się   |
| 1990 | Awans                     | 1/8 finału                |
| 1994 | Awans                     | Ćwierćfinał               |
| 1998 | Awans                     | 1/8 finału                |
| 2002 | Nie zakwalifikowała się   | Nie zakwalifikowała się   |
| 2006 | Nie zakwalifikowała się   | Nie zakwalifikowała się   |
| 2010 | Nie zakwalifikowała się   | Nie zakwalifikowała się   |
| 2014 | Nie zakwalifikowała się   | Nie zakwalifikowała się   |
| 2018 | Nie zakwalifikowała się   | Nie zakwalifikowała się   |
| 2022 | Nie zakwalifikowała się   | Nie zakwalifikowała się   |
| 2026 |                           |                           |

### Mistrzostwa Europy

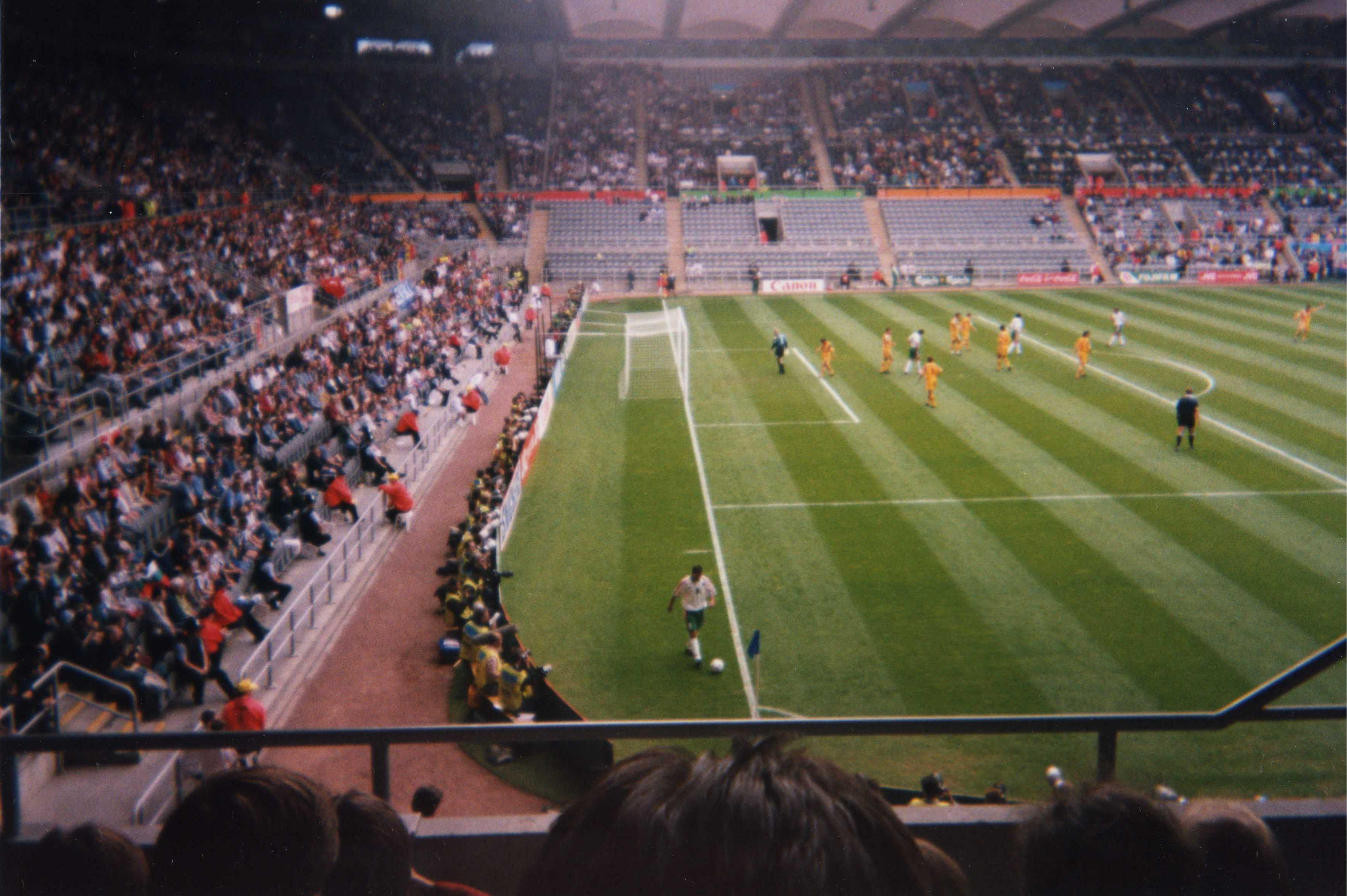
Fragment meczu Rumunia-Bułgaria, Euro 1996

| 1960 | Nie zakwalifikowała się | Nie zakwalifikowała się |
| 1964 | Nie zakwalifikowała się | Nie zakwalifikowała się |
| 1968 | Nie zakwalifikowała się | Nie zakwalifikowała się |
| 1972 | Nie zakwalifikowała się | Nie zakwalifikowała się |
| 1976 | Nie zakwalifikowała się | Nie zakwalifikowała się |
| 1980 | Nie zakwalifikowała się | Nie zakwalifikowała się |
| 1984 | Awans                   | Faza grupowa            |
| 1988 | Nie zakwalifikowała się | Nie zakwalifikowała się |
| 1992 | Nie zakwalifikowała się | Nie zakwalifikowała się |
| 1996 | Awans                   | Faza grupowa            |
| 2000 | Awans                   | Ćwierćfinał             |
| 2004 | Nie zakwalifikowała się | Nie zakwalifikowała się |
| 2008 | Awans                   | Faza grupowa            |
| 2012 | Nie zakwalifikowała się | Nie zakwalifikowała się |
| 2016 | Awans                   | Faza grupowa            |
| 2020 | Nie zakwalifikowała się | Nie zakwalifikowała się |
| 2024 | Awans                   | 1/8 finału              |

## Rekordziści
Stan na 21 listopada 2023.
Ostatnim meczem, jaki uwzględniono w statystyce, jest mecz eliminacji Mistrzostw Europy 2024 ze Szwajcarią (1:0) z 21 listopada 2023.
| #  | Nazwisko         | Lata gry w kadrze | Mecze |
| -- | ---------------- | ----------------- | ----- |
| 1  | Dorinel Munteanu | 1991-2007         | 131   |
| 2  | Gheorghe Hagi    | 1983-2000         | 124   |
| 3  | Gheorghe Popescu | 1988-2003         | 115   |
| 4  | Răzvan Raț       | 2002-2016         | 113   |
| 5  | Ladislau Bölöni  | 1975-1988         | 102   |
| 6  | Dan Petrescu     | 1989-2000         | 95    |
| 7  | Bogdan Stelea    | 1988-2005         | 91    |
| 8  | Michael Klein    | 1981-1991         | 89    |
| 9  | Bogdan Lobonț    | 1998-2018         | 86    |
| 10 | Marius Lăcătuș   | 1984-1998         | 83    |
| =  | Mircea Rednic    | 1981-1991         | 83    |

| # | Nazwisko          | Lata gry w kadrze | Mecze (Gole) |
| - | ----------------- | ----------------- | ------------ |
| 1 | Gheorghe Hagi     | 1983-2000         | 124 (35)     |
| 2 | Adrian Mutu       | 2000-2013         | 77 (35)      |
| 3 | Iuliu Bodola      | 1931-1939         | 48 (30)      |
| 4 | Viorel Moldovan   | 1993-2005         | 70 (25)      |
| = | Ciprian Marica    | 2003-2014         | 72 (25)      |
| 6 | Ladislau Bölöni   | 1975-1988         | 102 (23)     |
| 7 | Rodion Cămătaru   | 1978-1990         | 73 (21)      |
| = | Dudu Georgescu    | 1973-1984         | 40 (21)      |
| = | Anghel Iordănescu | 1971-1981         | 57 (21)      |
| = | Florin Răducioiu  | 1990-1996         | 40 (21)      |

- Gwiazdką oznaczono piłkarzy branych pod uwagę przy ustalaniu obecnej kadry.

## Trenerzy reprezentacji Rumunii od lat 90.
| Zdjęcie | Trener                   | Wiek1 | Data zatrudnienia    | Data rezygnacji      | M  | Z  | R  | P  | %Z    | Okoliczności rezygnacji |
| ------- | ------------------------ | ----- | -------------------- | -------------------- | -- | -- | -- | -- | ----- | --- |
|         | Emeric Jenei             | 49    | wrzesień 1986        | czerwiec 1990        | 38 | 18 | 10 | 10 | 47,4% | Po mundialu 1990, na którym jego podopieczni doszli do 1/8 finału, przyjął propozycję prowadzenia Steauy Bukareszt. |
|         | Gheorghe Constantin      | 58    | lipiec 1990          | październik 1990     | 4  | 2  | 0  | 2  | 50,0% | Został zwolniony po słabym początku eliminacji do Euro 1992: w dwu meczach zanotował dwie porażki, ze Szkocją (1:2) i Bułgarią (0:3). |
|         | Mircea Rădulescu         | 49    | listopad 1990        | grudzień 1991        | 19 | 5  | 3  | 3  | 26,3% | Odszedł gdyż, mimo dobrych wyników w eliminacjach do Euro 1992, nie zdołał odrobić strat z okresu pracy swojego poprzednika i nie awansował do turnieju. Niedługo później podpisał kontrakt z Rapidem Bukareszt.                                                 |
|         | Cornel Dinu              | 44    | styczeń 1992         | 3 czerwca 1993       | 13 | 7  | 2  | 4  | 53,8% | Bezpośrednią przyczyną zwolnienia była porażka 2:5 z Czechosłowacją w eliminacjach do mundialu 1994. |
|         | Anghel Iordănescu        | 43    | lipiec 1993          | 1 lipca 1998         | 57 | 34 | 11 | 12 | 59,6% | Zgodnie z zapowiedziami ten najbardziej utytułowany trener-selekcjoner Rumunii zrezygnował po mundialu 1998. Już pół roku przed turniejem ogłosił, że po jego zakończeniu będzie opiekował się piłkarzami reprezentacji Grecji.                                  |
|         | Victor Pițurcă           | 42    | 14 lipca 1998        | 4 listopada 1999     | 16 | 9  | 6  | 1  | 56,2% | Został zwolniony miesiąc po wywalczeniu z reprezentacją awansu na Euro 2000. Przyczyną dymisji był jego konflikt z grupą starszych kadrowiczów. Jej lider, Gheorghe Hagi, przedstawił kierownictwu federacji ultimatum: odejdzie albo Pițurcă albo on.           |
|         | Emeric Jenei             | 63    | 1 stycznia 2000      | 25 czerwca 2000      | 11 | 5  | 1  | 5  | 45,4% | Po Euro 2000, na którym jego podopieczni zanotowali najlepszy wynik w historii występów w mistrzostwach Europy (ćwierćfinał), nie tylko zrezygnował z prowadzenia kadry, ale całkowicie zakończył karierę szkoleniową.                                           |
|         | Ladislau Bölöni          | 47    | 26 lipca 2000        | 7 czerwca 2001       | 13 | 8  | 2  | 3  | 61,5% | Po zwycięstwach nad Węgrami i Litwą w eliminacjach do mundialu 2002 złożył dymisję. Nie zdradził jej przyczyn. Najpewniej były nimi negocjacje z działaczami Sportingu, gdyż już kilka dni po rezygnacji podpisał kontrakt z tym klubem.                         |
|         | Gheorghe Hagi            | 36    | 15 czerwca 2001      | 26 listopada 2001    | 4  | 1  | 2  | 1  | 25,0% | Po przegranych meczach barażowych do mundialu 2002 ze Słowenią (1:2 i 1:1) nie przedłużył swojej umowy. |
|         | Gavril Balint            | 38    | 15 sierpnia 2001     | 15 sierpnia 2001     | 1  | 0  | 1  | 0  | 0%    | Tymczasowo prowadził reprezentację w towarzyskim spotkaniu ze Słowenią (2:2). Nowy selekcjoner Hagi musiał poddać się w tym czasie operacji nerek. |
|         | Anghel Iordănescu        | 52    | 10 stycznia 2002     | 19 listopada 2004    | 30 | 17 | 4  | 9  | 56,7% | Zrezygnował po remisie 1:1 z Armenią w eliminacjach do mundialu 2006. Mimo iż Rumunii zajmowali wtedy drugie miejsce w tabeli, trener podkreślał, że niezadowalający wynik i gra w ostatnim meczu wymagają od niego „honorowej decyzji”.                         |
|         | Victor Pițurcă           | 49    | 8 grudnia 2004       | 12 kwietnia 2009     | 47 | 28 | 7  | 12 | 59,6% | Został zdymisjonowany na początku kwalifikacji do mundialu 2010 po tym, jak Rumuni w pięciu meczach wywalczyli tylko cztery punkty. Przegrali z Litwą (0:3), Serbią (2:3) i Austrią (1:2). W chwili zwolnienia trenera zajmowali przedostatnie miejsce w tabeli. |
|         | Răzvan Lucescu           | 40    | 29 kwietnia 2009     | 4 czerwca 2011       | 21 | 9  | 5  | 7  | 42,8% | Złożył dymisję po zwycięstwie 3:0 z Bośnią i Hercegowiną w eliminacjach do Euro 2012. Dzięki temu meczowi jego podopieczni zachowali szanse na awans. Nie podał przyczyn odejścia, jednak już dzień później podpisał kontrakt z Rapidem Bukareszt.               |
|         | Emil Săndoi Ștefan Iovan | 46 51 | 5 czerwca 2011       | 15 czerwca 2011      | 2  | 0  | 0  | 2  | 0%    | Po niespodziewanej dymisji Lucescu duet Săndoi-Iovan (czyli selekcjoner reprezentacji młodzieżowej i asystent poprzedniego trenera) tymczasowo prowadził kadrę w towarzyskich spotkaniach z Brazylią (0:1) i Paragwajem (0:2).                                   |
|         | Victor Pițurcă           | 55    | 15 czerwca 2011      | 16 października 2014 | 35 | 17 | 10 | 8  | 48,5% | Otrzymał propozycję pracy w arabskim klubie Ittihad FC i zrezygnował ze stanowiska. |
|         | Anghel Iordănescu        | 64    | 27 października 2014 | 30 czerwca 2016      | 19 | 7  | 9  | 3  | 36,8% | Po fatalnym dla Rumunii Euro 2016, kiedy to odpadli już po fazie grupowej zajmując ostatnie miejsce w grupie, zrezygnował ze stanowiska. |
|         | Christoph Daum           | 62    | 7 lipca 2016         | 14 września 2017     | 10 | 3  | 3  | 4  | 30,0% | Po fatalnych dla Rumunii eliminacjach do MŚ 2018, które zakończyły się dla nich brakiem awansu, został zwolniony ze stanowiska. |
|         | Cosmin Contra2           | 41    | 22 września 2017     |                      | 0  | 0  | 0  | 0  | 0%    | |

- 1 W chwili obejmowania funkcji selekcjonera.
- 2 Stan na 22 września 2017.

## W rankingu FIFA
| Rok  | Styczeń | Luty | Marzec | Kwiecień | Maj | Czerwiec | Lipiec | Sierpień | Wrzesień | Październik | Listopad | Grudzień |
| ---- | ------- | ---- | ------ | -------- | --- | -------- | ------ | -------- | -------- | ----------- | -------- | -------- |
| 1993 | –       | –    | –      | –        | –   | –        | –      | 21.      | 20.      | 15.         | 12.      | 13.      |
| 1994 | 13.     | 18.  | 10.    | 11.      | 10. | 7.       | 7.     | 7.       | 7.       | 8.          | 11.      | 11.      |
| 1995 | 11.     | 12.  | 12.    | 10.      | 11. | 11.      | 13.    | 14.      | 7.       | 15.         | 12.      | 11.      |
| 1996 | 11.     | 11.  | 11.    | 18.      | 16. | 16.      | 23.    | 18.      | 15.      | 14.         | 20.      | 16.      |
| 1997 | 16.     | 15.  | 15.    | 9.       | 9.  | 6.       | 4.     | 12.      | 3.       | 5.          | 5.       | 7.       |
| 1998 | 7.      | 11.  | 15.    | 22.      | 22. | 22.      | 13.    | 13.      | 13.      | 12.         | 12.      | 12.      |
| 1999 | 10.     | 10.  | 10.    | 11.      | 10. | 9.       | 9.     | 10.      | 11.      | 9.          | 9.       | 8.       |
| 2000 | 8.      | 8.   | 8.     | 9.       | 10. | 11.      | 12.    | 12.      | 12.      | 13.         | 13.      | 13.      |
| 2001 | 13.     | 13.  | 13.    | 12.      | 12. | 12.      | 11.    | 14.      | 15.      | 15.         | 15.      | 15.      |
| 2002 | 15.     | 16.  | 17.    | 16.      | 14. | 14.      | 25.    | 27.      | 26.      | 21.         | 21.      | 24.      |
| 2003 | 26.     | 23.  | 24.    | 29.      | 27. | 21.      | 21.    | 19.      | 20.      | 21.         | 24.      | 27.      |
| 2004 | 27.     | 28.  | 31.    | 28.      | 23. | 31.      | 32.    | 35.      | 32.      | 26.         | 28.      | 29.      |
| 2005 | 28.     | 28.  | 29.    | 30.      | 32. | 32.      | 31.    | 31.      | 32.      | 28.         | 27.      | 27.      |
| 2006 | 27.     | 30.  | 26.    | 25.      | 25. | 25.      | 26.    | 26.      | 25.      | 23.         | 19.      | 19.      |
| 2007 | 20.     | 15.  | 14.    | 14.      | 15. | 12.      | 13.    | 13.      | 12.      | 12.         | 13.      | 13.      |
| 2008 | 13.     | 13.  | 13.    | 12.      | 12. | 12.      | 12.    | 11.      | 13.      | 18.         | 19.      | 21.      |
| 2009 | 21.     | 17.  | 20.    | 28.      | 28. | 28.      | 26.    | 27.      | 26.      | 36.         | 32.      | 36.      |
| 2010 | 36.     | 38.  | 32.    | 28.      | 28. | 28.      | 42.    | 42.      | 46.      | 50.         | 52.      | 56.      |
| 2011 | 56.     | 57.  | 52.    | 41.      | 42. | 53.      | 53.    | 54.      | 49.      | 55.         | 56.      | 56.      |
| 2012 | 55.     | 52.  | 53.    | 45.      | 45. | 52.      | 52.    | 51.      | 57.      | 46.         | 37.      | 33.      |
| 2013 | 33.     | 31.  | 31.    | 34.      | 34. | 34.      | 33.    | 33.      | 31.      | 29.         | 32.      | 32.      |
| 2014 | 33.     | 33.  | 32.    | 31.      | 32. | 29.      | 28.    | 27.      | 26.      | 21.         | 15.      | 15.      |
| 2015 | 15.     | 16.  | 14.    | 12.      | 12. | 12.      | 8.     | 7.       | 7.       | 13.         | 14.      | 16.      |
| 2016 | 16.     | 16.  | 16.    | 19.      | 19. | 22.      | 24.    | 25.      | 32.      | 34.         | 39.      | 39.      |
| 2017 | 38.     | 40.  | 39.    | 47.      | 47. | 46.      | 42.    | 42.      | 41.      |             |          |          |

- najlepsze miejsce: 3. (wrzesień 1997)
- najgorsze miejsce: 57. (luty 2011 i wrzesień 2012)
- najwyższy awans: +11 (kwiecień 2011)
- największy spadek: -11 (lipiec 2002)

Źródło: 